# Uvworé
Uvworé ist eine Landzunge an der Ostküste von Erromango im pazifischen Inselstaat Vanuatu. Verwaltungsmäßig gehört das Gebiet zur Provinz Tafea.

## Geographie
Die Landzunge zieht sich östlich von Potnarvin ins Meer. Sie wird von der Bucht Polonia im Norden und der Baie Cook im Süden begrenzt. An der Südküste der schroffen, bergigen Halbinsel liegt die Bucht Rampountimiaou. An der Baie Cook im Süden liegt der Ort Lawisa, wo auch der Fluss Ounpotndi mündet. Etwa fünf Kilometer vor der Küste, nordöstlich der Pointe Bodiroua liegt in der Verlängerung die Insel Vete Manung (Goat Island, Île de la Chèvre).
Auf der Halbinsel stehen die Berge Wahous (293 m), Nagat (566 m), Ouborré (103 m), Rantop (268 m), Oulénou (124 m) und Ourap (118 m).